# Johann Jahn (Theologe, 1644)
Johann Jahn, latinisiert Johannes Janus, (* 15. September 1644 in Platten, Böhmen; † 7. März 1716 in Aue) war deutscher lutherischer Theologe. Er ist nicht zu verwechseln mit seinem Vater gleichen Namens.

## Leben
Er war der Sohn des Pfarrers in Kürbitz und Bergstadt Platten Johann Jahn (* 1604 in Schneeberg; † 2. Mai 1651 ebenda) und dessen zweiter Ehefrau Margaretha geb. Berckhau (~ 20. Dezember 1612 in Platten), der Tochter des Stifters der ersten Farbmühle unweit von Platten und Apothekers von Magdeburg Laurentius Berckhau. Im Zuge der Gegenreformation musste die Familie das Land verlassen und suchte auf der Jugel und später in Schneeberg Zuflucht. Jahn war Schüler am Gymnasium in Bautzen und Jüterbog und Respondent an der Universität Wittenberg. Nach beendeten Studien erteilte er einige Zeit Schülern in Schneeberg Unterricht. 1677 trat er die Pfarrerstelle in Raben bei Belzig an. 1679 heiratete er Salome Neumann, die Schwester des berühmten Theologen Johann Georg Neumann. 1685 wurde er auf kurfürstlichen Befehl Pfarrer in der Bergstadt Aue, wo er auch starb.

## Auszüge
Christian Gotthilf Blumberg, Pastor und Superintendent zu Zwickau schreibt über Johann Jahn:

„Herr M Johann Jahn, ein Mann der Frömmigkeit liebte, und der ermeldeten Hn. Superintendenten in Künsten und Wissenschaften zu Schneeberg wohl unterwiesen, kam von Raben nach Aue in die zwickauische Jnspection u f im Jahre 1677 wurde er nach Raben mit Rabenstein, belziger Dioeces ohnweit Wittenberg (nicht Dresden, wie L. Engeschall schreibet) beruffen, und als er von dar im Jahre 1685. nach Aue in sein Vaterland einen unverhofften Ruf bekam, wollte seine liebe Hausfrau ungern folgen. Denn als der Amtsbothe den Churfl. Befehl überbracht und sie, wie Eliesen die Rebecca, im Haußwesen beschäfftiget, antraf, warf sie beyde Gefäße von Händen für Erschrecken und Unwillen, weil er das annehmliche Erzgebürge, (*) wie andern, zu fürchterlich machte abgemahlet seyn worden. Sie war eine Schwester des berühmten Professors der Gottesgelahrheit D. Joh. Georg Neumann, der unter andern Schriften, sonderlich durch sein Theologiam Aphoristicam bekannt geworden.“

## Familie
Jahn vermählte sich am 13. Mai 1679 mit Salome Neumann (* 19. März 1659 in Niemegk; † 31. Januar 1740 in Pockau), die Tochter Pfarrers in Mörz Johann Georg Neumann. Aus der Ehe gingen folgende Kinder hervor:
- Johann Wilhelm Jahn (* 9. November 1681 in Raben; † 27. August 1725 in Wittenberg), Professor am Elisabeth-Gymnasium zu Breslau und in Wittenberg; ⚭ 1721 Magdalena Elisabeth Wichmannshausen
- Johann Daniel Jahn (* 1685 in Raben; † 16. August 1733 in Aue), Pastor in Aue und Lauterau; ⚭ Johanna Eleonora Gross
- Maria Christina Jahn (* 1687); ⚭ 1712 NN Drechsler, Handelsmann zu Pockau
- Johann Christoph Jahn (* 1690), 1734 Respondent in Wittenberg, "Univ. Mus. Dir. Cantor et Org. ad OO. SS."
- Eva Maria Jahn; ⚭ NN Posamentierer zu Freiberg
- Anna Margaretha Jahn; ⚭ Johann Müller, Handelsmann und bauender Gewerke zu Aue

## Werke
- Theill, Johannes: CCVI. Jesum Nazarenum, quem nos Christiani colimus ... - 1666
- Calov, Abraham: Elenchus Hugonis Grotii ... - 1672